# 유모토촌 (후쿠시마현)
유모토촌(湯本村)은 후쿠시마현 이와세군에 설치되었던 촌이다. 1955년 3월 31일 유모토촌, 마키모토촌, 오사토촌 및 히로토촌의 일부가 합병하여 덴에이촌이 신설되고 폐지되었다. 덴에이촌의 서부가 유모토촌이 있던 곳이다.